# Park Narodowy Doliny Dolnej Odry
Park Narodowy Doliny Dolnej Odry (niem. Nationalpark Unteres Odertal) – utworzony 28 czerwca 1995 roku w powiecie Uckermark (Brandenburgia). Obejmuje swymi granicami obszar 10 418 ha na lewym brzegu Odry i stanowi część polsko-niemieckiego zespołu obszarów chronionych, obejmującego po polskiej stronie Park Krajobrazowy Dolina Dolnej Odry i Cedyński Park Krajobrazowy. Dokumentacja projektowa parku powstała w 1991 roku, przy czym zakładała utworzenie parku narodowego po obu stronach granicy (autorami dokumentacji byli profesorowie Michael Succow i Mieczysław Jasnowski). Od tego czasu trwają wciąż starania o zrealizowanie tego projektu. W tym celu powołano Stowarzyszenie Przyjaciół Niemiecko-Polskiego Europejskiego Parku Narodowego Dolina Dolnej Odry (Verein der Freunde des Deutsch-Polnischen Europa-Nationalparks Unteres Odertal e.V.) z siedzibą w Criewen (miejscowości przyłączonej w 1990 r. do Schwedt/Oder).

## Środowisko przyrodnicze
Obszar parku chroni dno doliny Odry wraz z jej starorzeczami i kompleksami szuwarów, łąk zalewowych i lasów łęgowych. Zbocza doliny Odry porastają lasy mieszane, miejscami także murawy kserotermiczne. Zróżnicowanie siedlisk jest znaczne i warunkuje występowanie ogromnej różnorodności gatunkowej flory i fauny, zwłaszcza ptaków.